# Blindside
Blindside är ett svenskt kristet alternativt rockband från Tumba med stora framgångar i USA. Det självbetitlade debutalbumet gavs ut 1997.
Blindside var, tillsammans med 30 Seconds to Mars, förband till Linkin Park under turnén i Nordeuropa i maj 2007. Turnén kom till Köpenhamn, Danmark den 24 maj och till Stockholm, Globen den 25 maj.
Våren 2008 spelade de bland annat i Osby tillsammans med Neverstore, Intohimo, Dead By April och Enjoy The View. Under sommaren 2008 spelade Blindside på den kristna ungdomsfestivalen Frizon.
Blindside var det största bandet på Yeah-festivalen som ägde rum sista helgen i maj 2009 och sommaren samma år spelade gruppen bland annat på Peace & Love i Borlänge.

## Medlemmar
Nuvarande medlemmar
- Christian Lindskog – sång
- Simon Grenehed – gitarr
- Tomas Näslund – basgitarr
- Marcus Dahlström – slagverk

## Diskografi
Studioalbum
- 1997: Blindside
- 2000: A Thought Crushed My Mind
- 2002: Silence
- 2004: About A Burning Fire
- 2005: The Great Depression
- 2006: The Great Depression: Special Edition
- 2011: With Shivering Hearts We Wait

EP
- 1997: Empty Box
- 2007: Black Rose

Singlar
- 2002:	"Pitiful"
- 2003:	"Sleepwalking"
- 2004:  "All of Us"
- 2005:	"Fell in Love with the Game"
- 2011:	"Our Love Saves Us"

2005 gav bandet också ut de tidigare skivorna A Thought Crushed My Mind och Blindside ännu en gång innehållande ett antal dittills outgivna spår och ett par demospår. Specialversionen av The Great Depression innehåller även dvd:n Blindside - Ten years running blind.

## Filmografi
- 2003: Blindside - Ten Years Running Blind